# Гетеронім
Гетерóнім (від грец. ἑτερώνυμος «інше ім'я») в літературознавстві — це ім'я, використовуване автором для частини своїх творів, виділених за певною ознакою, на відміну від інших творів, що підписуються власним ім'ям або іншим гетеронімом. Віртуозно користувався гетеронімами португальський поет Фернандо Пессоа, що використав більше 80 різних підписів для своїх творів; багато гетеронімів Пессоа мали власну фіктивну біографію, літературний стиль, уподобання й улюблені жанри й, тим самим, перейшли в категорію літературних масок. Гетеронімія є поширеним явищем у масовій літературі, коли твори одного і того ж автора, які належать до різних жанрів або циклів, підписуються різними іменами для зручності читача (пор. Стівен Кінг та його гетеронім «Річард Бахман»).
Гетероніми в мовознавстві — це слова, що пишуться однаково, але вимовляються по-різному.